# Río Orteguaza
El río Orteguaza es uno de los más importantes ríos del departamento de Caquetá, no solo por sus 130,6 kilómetros de longitud, sino por su importancia económica al permitir la navegabilidad entre Puerto Arango, corregimiento de Venecia en Florencia, la capital departamental, y otras poblaciones como Puerto Milán, San Antonio de Getuchá y Solano.  

## Geografía
El Río Orteguaza nace en la Cordillera Oriental al este de la cabecera municipal de Florencia a los 2º06´ de latitud norte y 75º14´, de longitud oeste. Recorre el departamento de norte a sur, para finalmente desembocar en el río Caquetá, cerca del municipio de Solano. Su cota máxima y mínima están estimadas en 2400 y 180 m s. n. m., respectivamente.